# Cama nido

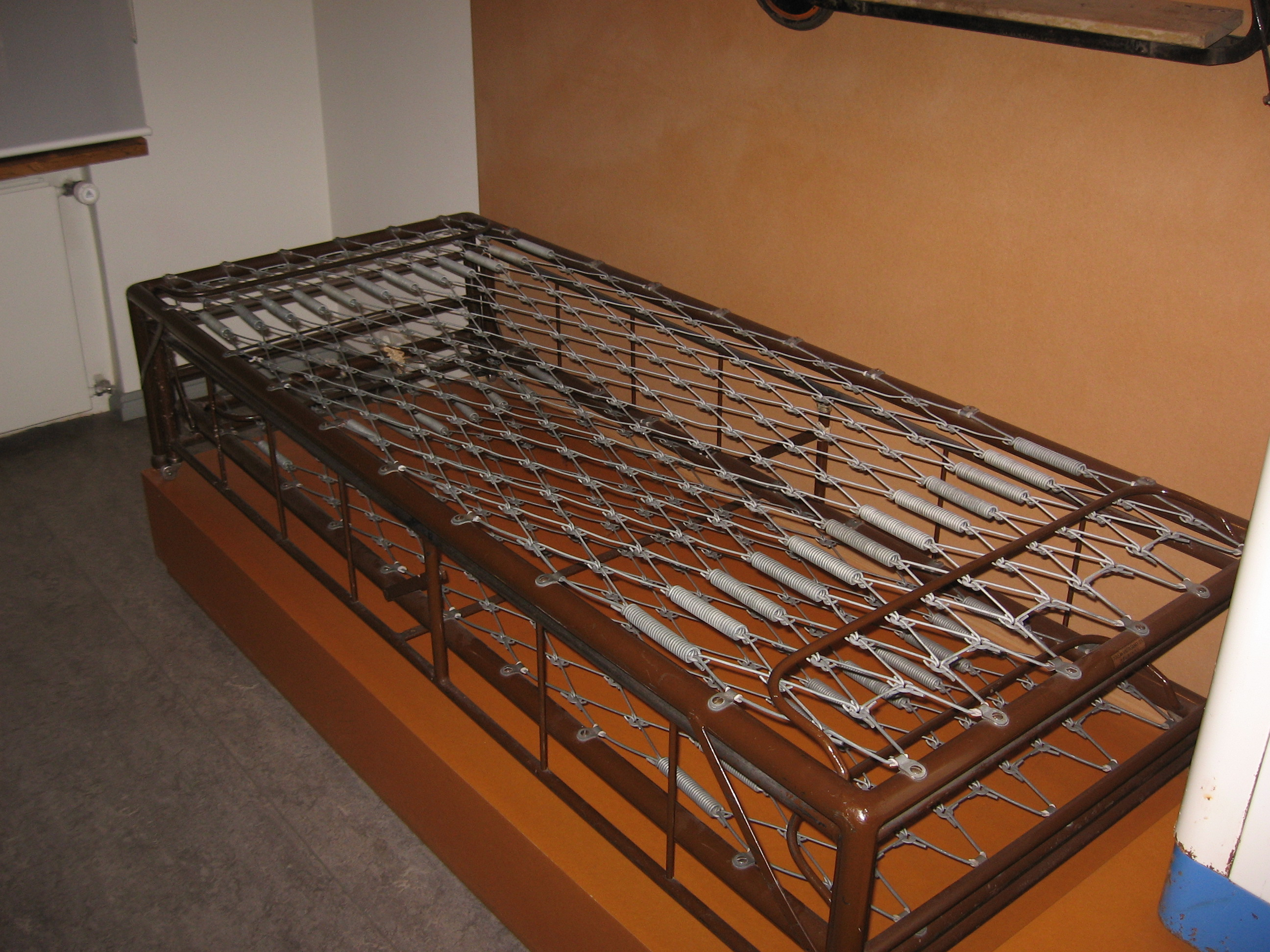
Somieres de una cama nido, con el inferior plegado y recogido bajo el superior.

Se llama cama nido a un conjunto de dos camas en el que una se recoge plegada debajo de la otra. La cama nido constituye una forma de sacar rendimiento al espacio disponible en el dormitorio al introducir dos camas en el espacio de una. Es un mueble tradicionalmente destinado a habitaciones infantiles y juveniles. 
La cama nido consta de dos somieres de láminas con estructura metálica de tubo de acero. La base superior es similar a la estándar con la peculiaridad de que las patas se unen por los laterales cortos para permitir el movimiento de la otra cama. La inferior consta de patas plegables con sistema de muelles para introducirla debajo. Las patas cuentan con ruedas externas junto a su base orientadas hacia el exterior para facilitar el deslizamiento de la cama. 
El colchón de la cama superior puede ser de cualquier altura pero el inferior es necesariamente estrecho (15 cm como mucho) utilizándose por ello una colchoneta o un colchón de espuma.
Algunas camas nido tienen la estructura de un sofá-cama guardándose la cama inferior dentro de un cajón que se extrae a la hora de utilizarla.